# Томек Вильмовский
Томек Вильмовский (пол. Tomek Wilmowski) — персонаж, созданный польским детским писателем Альфредом Шклярским, главный герой серии приключенческих книг, издававшейся в период с 1957 по 1994 годы.
Прототипом Вильмовского послужил герой произведения «Томек в беде», первого романа Альфреда Шклярского, опубликованного им в 1948 году под псевдонимом Фред Гарланд. В 2004 году роман был переиздан вновь, но уже под настоящим именем автора.

## О персонаже
Томек Вильмовский — молодой отважный путешественник. Книги серии представляют собой рассказы о его приключениях в разных странах мира. Действие происходит в начале XX века. Другими персонажами романов являются его отец Анджей Вильмовский (ученый-географ), моряк и автор комиксов Тадеуш Новицкий, таинственный путешественник и охотник на животных Ян Смуга, австралийская подруга, а позже супруга Томека Салли Аллан, его двоюродный брат Збигнев Карский и его русская жена Наташа.
Томек и его друзья — польские эмигранты, которые были вынуждены бежать из страны, в то время входившей в состав Российской Империи.
Книги содержат множество географических, исторических, культурных и биологических фактов, а также наполнены запоминающимся юмором. 
Последний роман о Томеке, вышедший в свет в 1994 году — уже после смерти Шклярского, закончил и подготовил к публикации близкий друг автора Адам Зельга.
В 2002 году своего рода фанфик начал писать Мачей Дудзяк, основываясь на основной идее Шклярского, устных свидетельствах его знакомых, немногочисленных набросках и отсылках в других книгах, но после запрета вдовы автора цикла работа была приостановлена до 2020 года. Когда разрешение издательству продолжить работу было получено, роман, вдвое меньший по объему, в отличие от предыдущих, наконец вышел в 2021 году.

## Вымышленная биография
Вильмовский родился в Варшаве. Рано лишился матери при не описанных в книге обстоятельствах. Воспитывался в семье дяди и тети, поскольку его отец сбежал из страны из-за обвинения в подготовке заговора против царя. На момент выхода дебютной книги цикла, действие которой разворачивается в 1902 году, Томеку исполнилось 14 лет. В школе он был отличником, любимым предметом была география. Отличался сильным патриотизмом к родине, благодаря матери прекрасно знал историю Польши, русский язык не использовал, общаясь с товарищами исключительно по-польски.